# Sebastian Ostaszewski
Sebastian Ostaszewski herbu Ostoja (ur. 19 stycznia 1755 w Bachórzcu, zm. 3 maja 1826 we Wzdowie) – właściciel dóbr ziemskich. 

## Życiorys
Był synem Michała Ostaszewskiego i Marii z Krynickich oraz bratem Kazimierza (1756-1845) i Józefa Ostaszewskiego (1765-1854). 
W 1795 otrzymał od ojca majątek ziemski Wzdów wraz z rodzinnym dworem Ostaszewskich, w którym zamieszkał, a także dobra Sieniawę. W 1804 zakupił od Adama Lewickiego dobra Trzcianiec, Krzywe i Roztokę. W 1819 nabył od Feliksa Grodzickiego miasteczko Jaćmierz, Posadę Jaćmierską i Chmurówkę.
W 1799 poślubił Wiktorię Łubkowską (1769–1827), córkę Piotra i Katarzyny z Moruńskich, z którą miał sześcioro dzieci (trzy córki wyszły za mąż za synów Piotra Gniewosza z Nowosielec): Anielę (ur. 1800, zamężna z Patrycem Gniewoszem, właścicielem Grabownicy), Łucję (1802–1894, zamężna z Wiktorem Gniewoszem), Marię (ur. 1805, zamężna z Franciszkiem Grotowskim), Teofila Ostaszewskiego (1807–1889), Karolinę (1809–1861, zamężna z Aleksandrem Izydorem Gniewoszem) i Paulinę (1811–1835, zamężna z Adamem Żurowskim).
Zmarł w 1826 we Wzdowie. Został pochowany w kaplicy grobowej Ostaszewskich w Jaćmierzu. Nad wejściem do kaplicy widnieje epitafium inskrypcyjne: "Za Sebastyana i Wiktoryę z Łubkowskich Ostaszewskich pozostałe dzieci proszą o westchnienie do Boga".

## Galeria

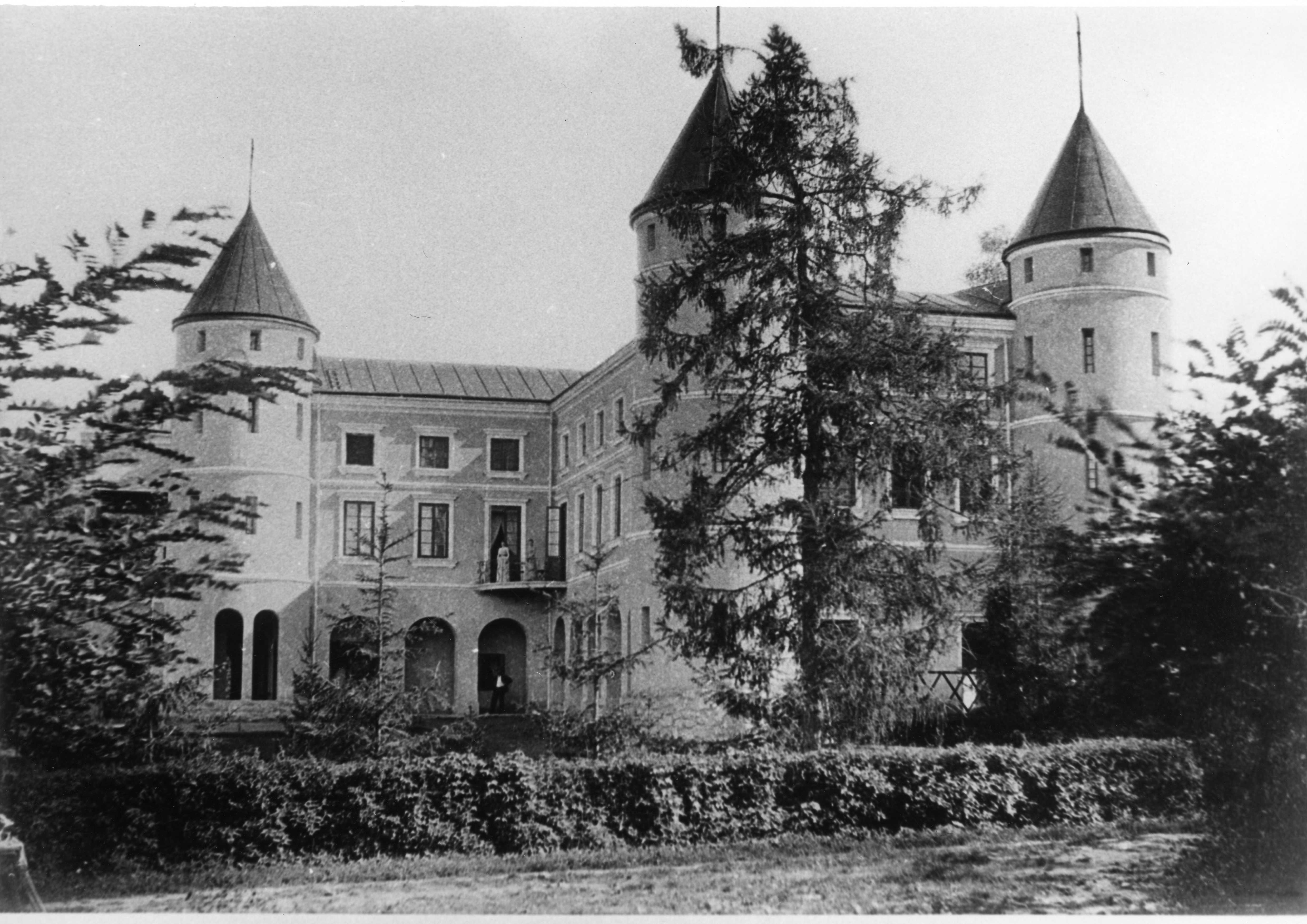
Wzdów
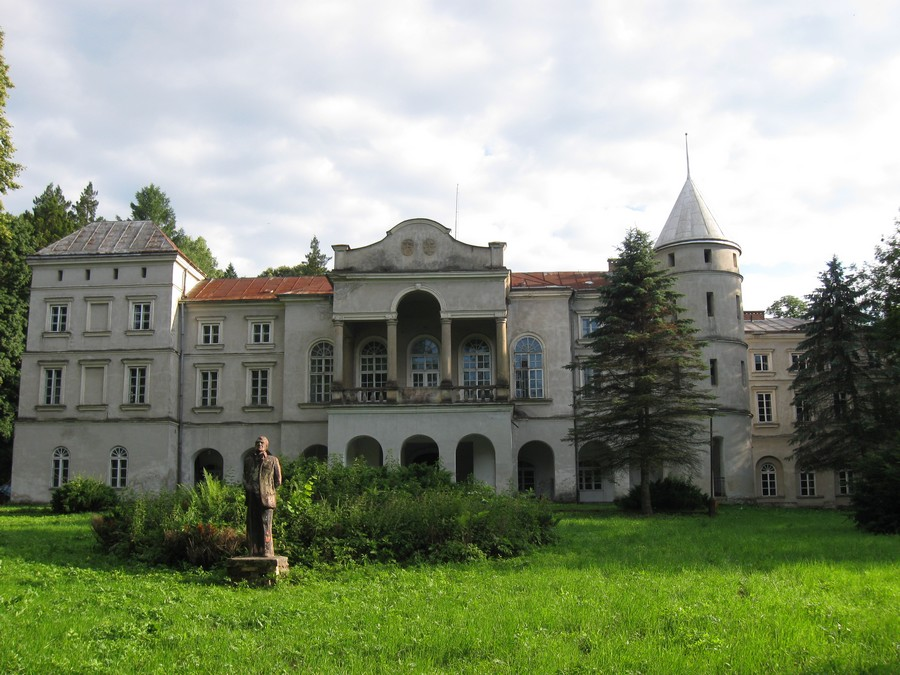
Wzdów
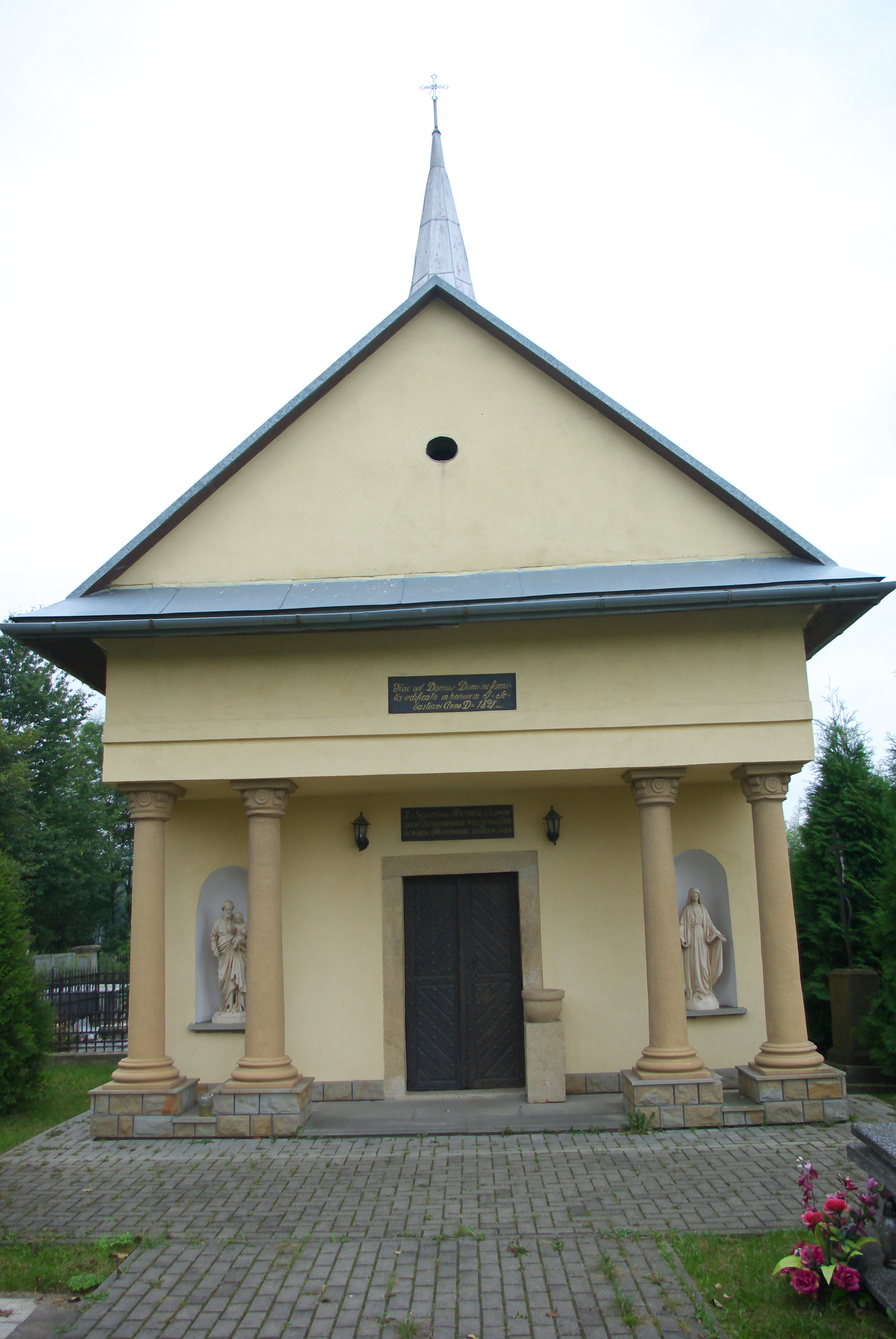
Jaćmierz kaplica
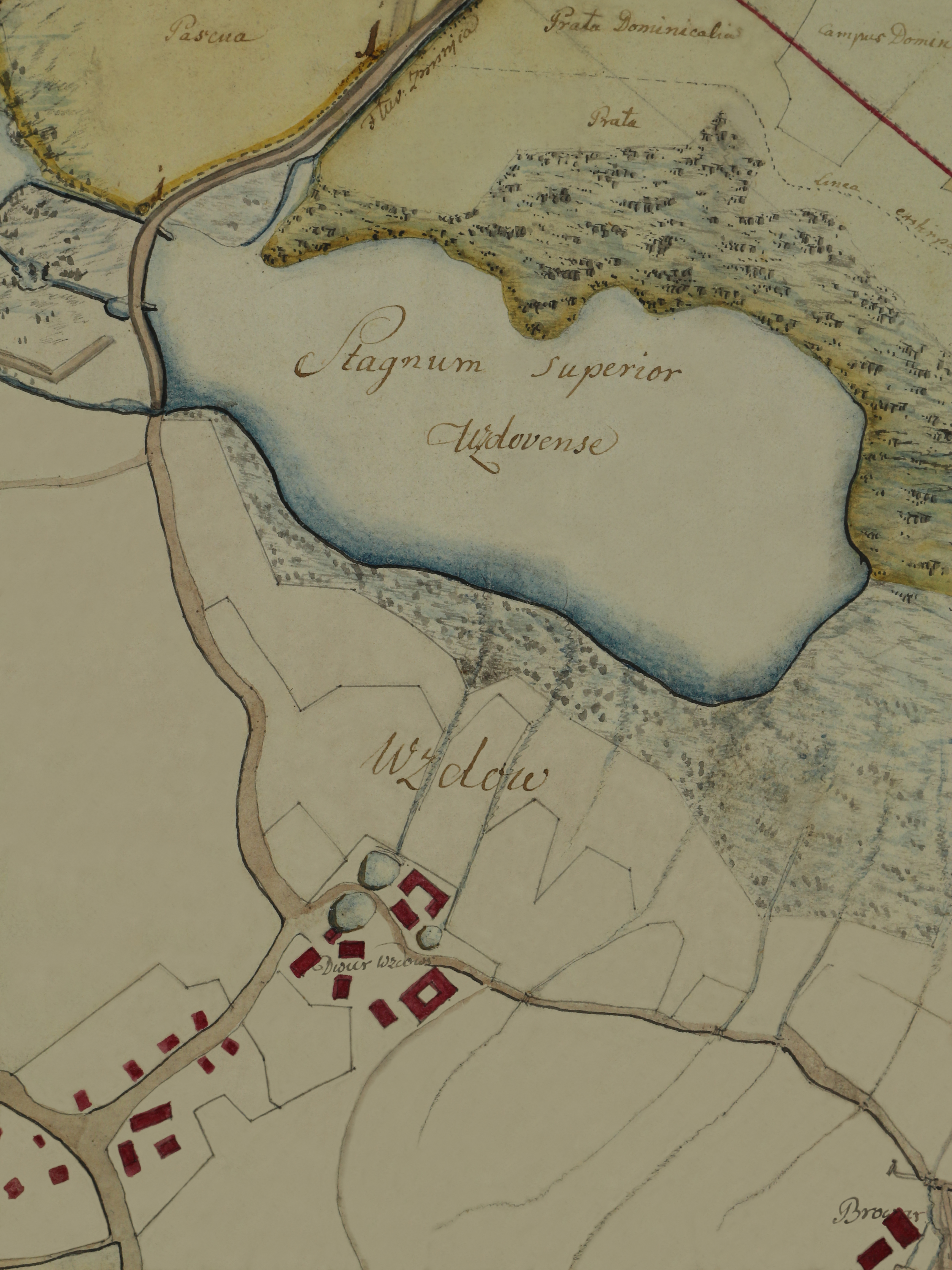
Wzdów w 1798
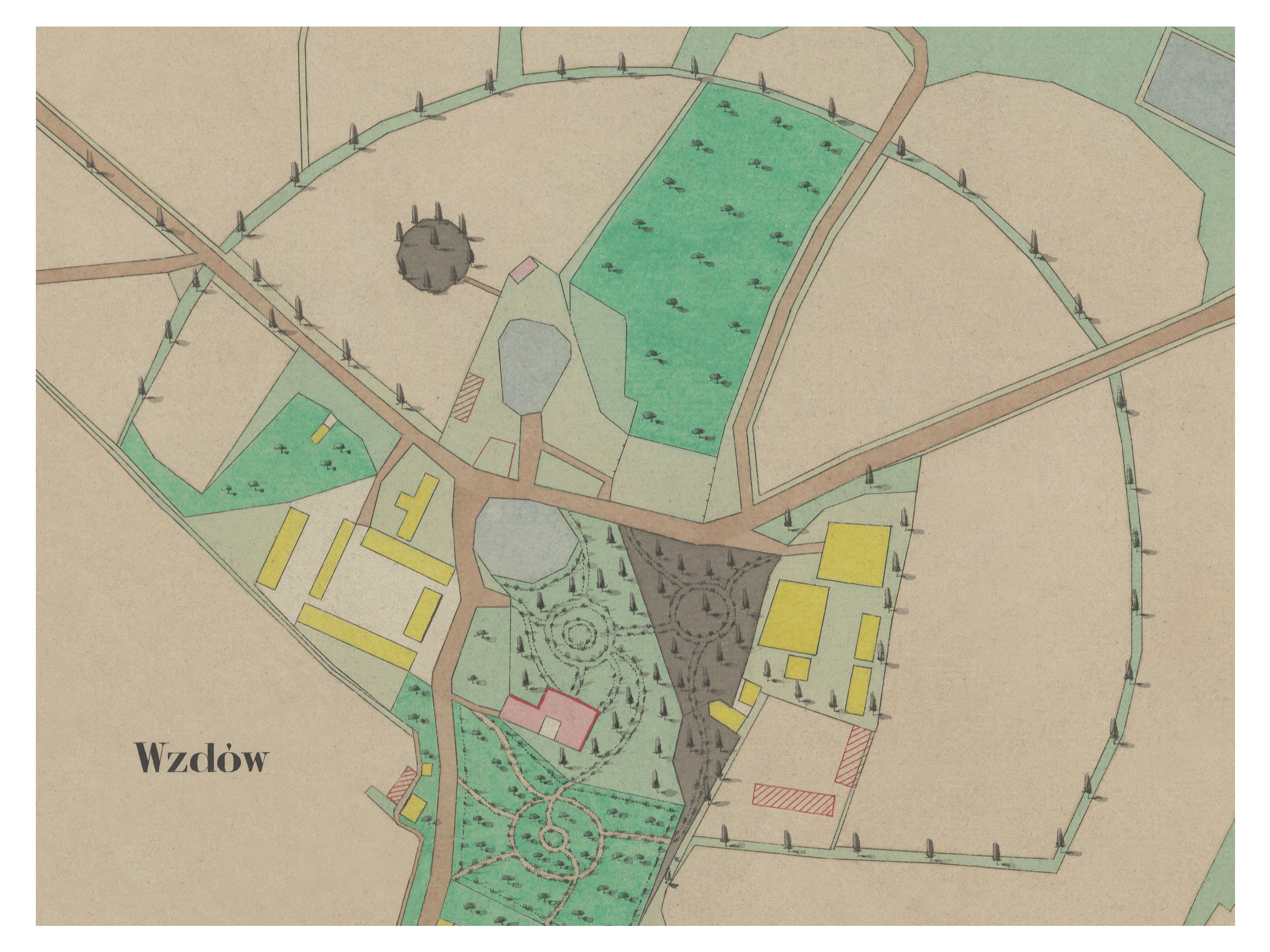
Wzdów w 1851
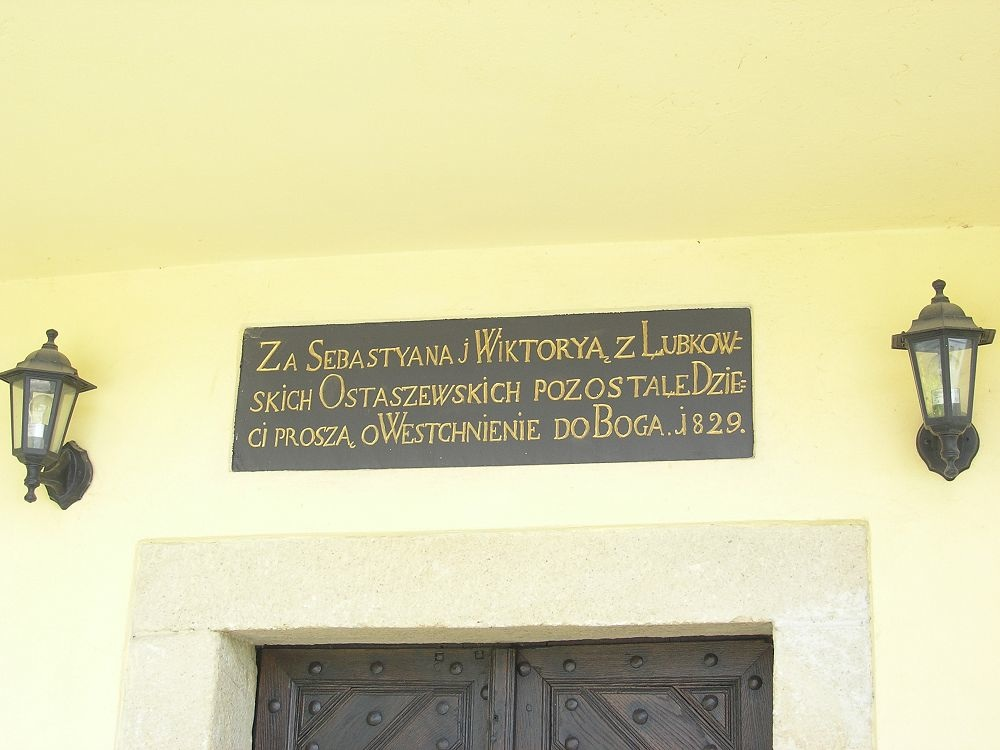
Jaćmierz